# Henri Leconte
Henri Leconte (Lillers, 4 de juliol de 1963) és un tennista professional francès retirat.
En el seu palmarès destaca un títol de Grand Slam en dobles masculins, el Roland Garros (1984). Va aconseguir un total de nou títols individuals i deu més en dobles masculins, arribant disputar una final de Grand Slam individual i dues en dobles masculins. Aquests resultats li van permetre ocupar el cinquè i el sisè llocs en els rànquings individuals i de dobles respectivament. També va formar part de l'equip francès de la Copa Davis en diverses ocasions, guanyant l'edició de 1991).
Després de la seva retirada l'any 1996, va obrir una acadèmia de tennis a Fes (Marroc) l'any 2006 i va dirigir una empresa d'esdeveniments (HL Event) amb seu a Bèlgica. També va treballar esporàdicament com a comentarista de tennis, especialment en partits amb tennistes francesos.

## Torneigs de Grand Slam

### Individual: 1 (0−1)
| Resultat  | Núm. | Any  | Torneig       | Oponent       | Marcador      |
| --------- | ---- | ---- | ------------- | ------------- | ------------- |
| Finalista | 1.   | 1988 | Roland Garros | Mats Wilander | 5−7, 2−6, 1−6 |

### Dobles masculins: 2 (1−1)
| Resultat  | Núm. | Any  | Torneig       | Parella      | Oponents                | Marcador                    |
| --------- | ---- | ---- | ------------- | ------------ | ----------------------- | --------------------------- |
| Guanyador | 1.   | 1984 | Roland Garros | Yannick Noah | Pavel Složil Tomáš Šmíd | 6−4, 2−6, 3−6, 6−3, 6−2     |
| Finalista | 1.   | 1985 | US Open       | Yannick Noah | Ken Flach Robert Seguso | 7−6(5), 6−7(1), 6−7(6), 0−6 |

## Palmarès

### Individual: 16 (9−7)
| Títols per superfície |
| --------------------- |
| Dura (1−2)            |
| Gespa (2−1)           |
| Terra batuda (5−3)    |
| Moqueta (1−1)         |

| Resultat  | Núm. | Data                   | Torneig                        | Superfície   | Oponent         | Marcador              |
| --------- | ---- | ---------------------- | ------------------------------ | ------------ | --------------- | --------------------- |
| Guanyador | 1.   | 1 de novembre de 1982  | Estocolm, Suècia               | Dura         | Mats Wilander   | 7−6(4), 6−3           |
| Finalista | 1.   | 18 de juliol de 1983   | Kitzbühel, Àustria             | Terra batuda | Guillermo Vilas | 6−7(4), 6−4, 4−6      |
| Finalista | 2.   | 10 d'octubre de 1983   | Sydney, Austràlia              | Dura (i)     | John McEnroe    | 1−6, 4−6, 5−7         |
| Finalista | 3.   | 6 de febrer de 1984    | Memphis, Estats Units          | Moqueta (i)  | Jimmy Connors   | 3−6, 6−4, 5−7         |
| Guanyador | 2.   | 16 de juliol de 1984   | Stuttgart, Alemanya Occidental | Terra batuda | Gene Mayer      | 7−6(9), 6−0, 1−6, 6−1 |
| Guanyador | 3.   | 8 d'abril de 1985      | Niça, França                   | Terra batuda | Víctor Pecci    | 6−4, 6−4              |
| Finalista | 4.   | 14 d'octubre de 1985   | Sydney (2)                     | Dura (i)     | Ivan Lendl      | 4−6, 4−6, 6−7(6)      |
| Guanyador | 4.   | 9 de desembre de 1985  | Sydney                         | Gespa        | Kelly Evernden  | 6−7(6), 6−2, 6−3      |
| Finalista | 5.   | 16 de juny de 1986     | Bristol, Regne Unit            | Gespa        | Vijay Amritraj  | 6−7(6), 6−1, 6−8      |
| Guanyador | 5.   | 8 de setembre de 1986  | Ginebra, Suïssa                | Terra batuda | Thierry Tulasne | 7−5, 6−3              |
| Guanyador | 6.   | 15 de setembre de 1986 | Hamburg, Alemanya Occidental   | Terra batuda | Miloslav Mečíř  | 6−2, 5−7, 6−4, 6−2    |
| Guanyador | 7.   | 11 d'abril de 1988     | Niça (2)                       | Terra batuda | Jérôme Potier   | 6−2, 6−2              |
| Finalista | 6.   | 25 d'abril de 1988     | Hamburg                        | Terra batuda | Kent Carlsson   | 2−6, 1−6, 4−6         |
| Finalista | 7.   | 23 de maig de 1988     | Roland Garros, França          | Terra batuda | Mats Wilander   | 5−7, 2−6, 1−6         |
| Guanyador | 8.   | 21 de novembre de 1988 | Brussel·les, Bèlgica           | Moqueta (i)  | Jakob Hlasek    | 7−6(3), 7−6(6), 6−4   |
| Guanyador | 9.   | 14 de juny de 1993     | Halle, Alemanya                | Gespa        | Andriy Medvedev | 6−2, 6−3              |

### Dobles masculins: 19 (10−9)
| Títols per superfície |
| --------------------- |
| Dura (3−3)            |
| Gespa (0−2)           |
| Terra batuda (5−3)    |
| Moqueta (2−1)         |

| Resultat  | Núm. | Data                   | Torneig                    | Superfície   | Parella             | Oponents                       | Marcador                |
| --------- | ---- | ---------------------- | -------------------------- | ------------ | ------------------- | ------------------------------ | ----------------------- |
| Guanyador | 1.   | 23 de novembre de 1981 | Bolonya, Itàlia            | Moqueta (i)  | Sammy Giammalva Jr. | Tomáš Šmíd Balázs Taróczy      | 7−6, 6−4                |
| Guanyador | 2.   | 29 de març de 1982     | Niça, França               | Terra batuda | Yannick Noah        | Paul McNamee Balázs Taróczy    | 5−7, 6−4, 6−3           |
| Finalista | 1.   | 19 d'abril de 1982     | Bournemouth, Regne Unit    | Terra batuda | Ilie Năstase        | Paul McNamee Buster Mottram    | 6−3, 6−7, 3−6           |
| Guanyador | 3.   | 11 d'octubre de 1982   | Basilea, Suïssa            | Dura (i)     | Yannick Noah        | Fritz Buehning Pavel Složil    | 6−2, 6−2                |
| Guanyador | 4.   | 18 d'octubre de 1982   | Viena, Àustria             | Moqueta (i)  | Pavel Složil        | Mark Dickson Terry Moor        | 6−1, 7−6                |
| Finalista | 2.   | 28 de març de 1983     | Montecarlo, Mònaco         | Terra batuda | Yannick Noah        | Heinz Günthardt Balázs Taróczy | 2−6, 4−6                |
| Guanyador | 5.   | 11 d'abril de 1983     | Ais de Provença, França    | Terra batuda | Gilles Moretton     | Iván Camus Sergio Casal        | 2−6, 6−1, 6−2           |
| Finalista | 3.   | 23 de gener de 1984    | Filadèlfia, Estats Units   | Moqueta (i)  | Yannick Noah        | Peter Fleming John McEnroe     | 2−6, 3−6                |
| Guanyador | 6.   | 28 de maig de 1984     | Roland Garros, França      | Terra batuda | Yannick Noah        | Pavel Složil Tomáš Šmíd        | 6−4, 2−6, 3−6, 6−3, 6−2 |
| Guanyador | 7.   | 23 de juliol de 1984   | Kitzbühel, Àustria         | Terra batuda | Pascal Portes       | Colin Dowdeswell Wojtek Fibak  | 2−6, 7−6, 7−6           |
| Guanyador | 8.   | 29 d'octubre de 1984   | Estocolm, Suècia           | Dura (i)     | Tomáš Šmíd          | Vijay Amritraj Ilie Năstase    | 3−6, 7−6, 6−4           |
| Finalista | 4.   | 26 d'agost de 1985     | US Open, Estats Units      | Dura         | Yannick Noah        | Ken Flach Robert Seguso        | 7−6, 6−7, 6−7, 0−6      |
| Guanyador | 9.   | 11 d'abril de 1988     | Niça (2)                   | Terra batuda | Guy Forget          | Heinz Günthardt Diego Nargiso  | 4−6, 6−3, 6−4           |
| Finalista | 5.   | 18 d'abril de 1988     | Montecarlo (2)             | Terra batuda | Ivan Lendl          | Sergio Casal Emilio Sánchez    | 0−6, 3−6                |
| Finalista | 6.   | 11 de juny de 1990     | Londres, Regne Unit        | Gespa        | Ivan Lendl          | Jeremy Bates Kevin Curren      | 2−6, 6−7                |
| Finalista | 7.   | 4 de març de 1991      | Indian Wells, Estats Units | Dura         | Guy Forget          | Jim Courier Javier Sánchez     | 6−7, 6−3, 3−6           |
| Finalista | 8.   | 5 d'octubre de 1992    | Tolosa, França             | Dura (i)     | Guy Forget          | Brad Pearce Byron Talbot       | 1−6, 6−3, 3−6           |
| Guanyador | 10.  | 1 de març de 1993      | Indian Wells               | Dura         | Guy Forget          | Luke Jensen Scott Melville     | 6−4, 7−5                |
| Finalista | 9.   | 13 de juny de 1994     | Halle, Alemanya            | Gespa        | Gary Muller         | Olivier Delaître Guy Forget    | 4−6, 7−6, 4−6           |

### Equips: 2 (1−1)
| Resultat  | Núm. | Data                                   | Torneig                      | Superfície       | Equip                                        | Oponents                                              | Marcador |
| --------- | ---- | -------------------------------------- | ---------------------------- | ---------------- | -------------------------------------------- | ----------------------------------------------------- | -------- |
| Finalista | 1.   | 26 − 28 de novembre de 1982            | Copa Davis, Grenoble, França | Terra batuda (i) | Gilles Moretton Yannick Noah Thierry Tulasne | Peter Fleming Gene Mayer John McEnroe Eliot Teltscher | 1−4      |
| Guanyador | 1.   | 29 de novembre − 1 de desembre de 1991 | Copa Davis, Lió, França (2)  | Moqueta (i)      | Arnaud Boetsch Olivier Delaitre Guy Forget   | Andre Agassi Ken Flach Pete Sampras Robert Seguso     | 3−1      |

## Trajectòria

### Individual
| Torneig | 1980        | 1981        | 1982        | 1983        | 1984        | 1985        | 1986        | 1987        | 1988  | 1989        | 1990        | 1991        | 1992  | 1993        | 1994        | 1995        | 1996 | Títols    | V − D     |
| --- | ----------- | ----------- | ----------- | ----------- | ----------- | ----------- | ----------- | ----------- | ----- | ----------- | ----------- | ----------- | ----- | ----------- | ----------- | ----------- | ---- | --------- | --------- |
| Open d'Austràlia | A           | Q           | A           | A           | A           | 4R          | NC          | 3R          | 3R    | 1R          | 3R          | A           | 1R    | A           | 2R          | A           | A    | 0 / 7     | 8 – 7     |
| Roland Garros | 1R          | 1R          | 1R          | 2R          | 2R          | QF          | SF          | 1R          | F     | A           | QF          | 2R          | SF    | 1R          | 1R          | A           | 1R   | 0 / 15    | 27 – 15   |
| Wimbledon | Q           | 2R          | 1R          | 2R          | A           | QF          | SF          | QF          | 4R    | A           | 2R          | 3R          | 3R    | 4R          | 1R          | 1R          | A    | 0 / 13    | 26 – 13   |
| US Open | A           | A           | 1R          | A           | 3R          | 4R          | QF          | 4R          | 3R    | A           | 2R          | A           | 3R    | 1R          | A           | A           | A    | 0 / 9     | 17 – 9    |
| Jocs Olímpics | No celebrat | No celebrat | No celebrat | No celebrat | No celebrat | No celebrat | No celebrat | No celebrat | 2R    | No celebrat | No celebrat | No celebrat | 2R    | No celebrat | No celebrat | No celebrat | A    | 0 / 2     | 2 – 2     |
| Total Victòries−Derrotes | 0−4         | 3−6         | 30−23       | 38−26       | 29−19       | 47−25       | 46−14       | 23−21       | 51−23 | 12−13       | 28−18       | 11−12       | 21−16 | 13−14       | 17−17       | 8−14        | 0−4  | 377 – 269 | 377 – 269 |
| Rànquing a final d'any | –           | 440         | 29          | 30          | 27          | 16          | 6           | 21          | 9     | 115         | 30          | 161         | 61    | 101         | 94          | 134         | 1001 |           |           |
| Llegenda: G: Guanyador; F: Finalista; SF: Semifinalista; QF: Quarts de final; Q: Qualificació; A: Absent; RR: Round Robin; NC: No celebrat |             |             |             |             |             |             |             |             |       |             |             |             |       |             |             |             |      |           |           |

### Dobles masculins
| Torneig | 1980        | 1981        | 1982        | 1983        | 1984        | 1985        | 1986        | 1987        | 1988 | 1989        | 1990        | 1991        | 1992 | 1993        | 1994        | 1995        | 1996 | Títols    | V − D     |
| --- | ----------- | ----------- | ----------- | ----------- | ----------- | ----------- | ----------- | ----------- | ---- | ----------- | ----------- | ----------- | ---- | ----------- | ----------- | ----------- | ---- | --------- | --------- |
| Open d'Austràlia | A           | A           | A           | A           | A           | A           | NC          | 3R          | A    | A           | QF          | A           | A    | A           | A           | A           | A    | 0 / 2     | 5 – 2     |
| Roland Garros | 1R          | 1R          | 2R          | 1R          | G           | 3R          | SF          | A           | A    | A           | A           | A           | 2R   | QF          | 1R          | A           | 1R   | 0 / 11    | 17 – 11   |
| Wimbledon | A           | A           | A           | A           | A           | 2R          | 1R          | 2R          | A    | A           | A           | A           | A    | A           | A           | A           | A    | 0 / 1     | 2 – 3     |
| US Open | A           | 1R          | A           | A           | 1R          | F           | A           | 1R          | 3R   | A           | A           | A           | A    | A           | A           | A           | A    | 0 / 5     | 7 – 5     |
| Jocs Olímpics | No celebrat | No celebrat | No celebrat | No celebrat | No celebrat | No celebrat | No celebrat | No celebrat | QF   | No celebrat | No celebrat | No celebrat | 2R   | No celebrat | No celebrat | No celebrat | A    | 0 / 2     | 3 – 2     |
| Total Victòries−Derrotes | 1−3         | 6−4         | 26−17       | 20−14       | 25−9        | 23−16       | 12−6        | 10−14       | 20−7 | 1−2         | 10−5        | 11−6        | 13−8 | 13−10       | 5−9         | 2−8         | 0−3  | 198 – 141 | 198 – 141 |
| Rànquing a final d'any | –           | 445         | –           | 30          | 7           | 22          | 93          | 129         | 35   | 653         | 153         | 106         | 147  | 92          | 178         | 303         | 792  |           |           |
| Llegenda: G: Guanyador; F: Finalista; SF: Semifinalista; QF: Quarts de final; Q: Qualificació; A: Absent; RR: Round Robin; NC: No celebrat |             |             |             |             |             |             |             |             |      |             |             |             |      |             |             |             |      |           |           |

## Guardons
- Campió dels Campions a l'Équipe (1991, amb Guy Forget)
- ATP Comeback Player of the Year (1992)